# Ungerundeter halbgeschlossener Vorderzungenvokal
Lautliche und orthographische Realisierung des ungerundeten halbgeschlossenen Vorderzungenvokals in verschiedenen Sprachen:
- Deutsch [⁠e⁠]: e; häufig ä[1]
  - Beispiele (standardsprachlich): beten [ˈbeːtn̩], Xerographie [kseʁoɡʁaˈfiː]
  - Beispiele (nord- und ostdeutsch usw.): Jäger [ˈjeːɡɐ]

- Französisch [⁠e⁠]: é; e, ai, ay manchmal  (insbesondere in den Endungen -et, -ez sowie -er als Infinitivendung)
  - Beispiele: essayez [eseˈje], sécher [seˈʃe]
- Ungarisch [⁠e⁠]: é
  - Beispiele: észak [ˈeːsɒk], hét [ˈheːt]
- Litauisch: ė
  - Beispiel: tėtė [t̪eːt̪eː]